# Anna Ksok
Anna Ksok-Widawska (ur. 29 września 1983) – polska lekkoatletka, specjalizująca się w skoku wzwyż. Zawodniczka klubu Śląsk Wrocław.

## Życiorys
4-krotna mistrzyni Polski na stadionie (2001, 2003-2005) i 6-krotna mistrzyni kraju w hali (2001-2005, 2007). Rekord życiowy: 1,94 (17 sierpnia 2002, Eberstadt).

## Najważniejsze osiągnięcia
- Mistrzostwa Europy juniorów 2001 - brązowy medal (1.90);
- Mistrzostwa świata juniorów w lekkoatletyce 2002 - srebrny medal (1.87);
- Mistrzostwa Europy w Lekkoatletyce 2002 - 5-6. miejsce (1.89);
- Młodzieżowe mistrzostwa Europy 2003 - brązowy medal (1.92);
- Letnia Uniwersjada 2003 2003 - srebrny medal (1.94);
- Puchar świata w lekkoatletyce (Ateny 2006) - 5. miejsce (1.87).